# Cyclocross-Weltmeisterschaften 1994
Die Cyclocross-Weltmeisterschaften 1994 wurden im belgischen Koksijde ausgetragen, auf dem Gelände des Duinencross. Im Gegensatz zum Vorjahr gab es nur noch zwei Rennen, so dass die Veranstaltung auf einen Tag verkürzt wurde, den 30. Januar. Grund war das Ende der Trennung zwischen Profis und Amateuren, die wie schon bis 1966 zusammen in der offenen Klasse fuhren.

## Ergebnisse

### Männer (offene Klasse)
| Platz | Land        | Sportler            |
| ----- | ----------- | ------------------- |
| 1     | Belgien     | Paul Herijgers      |
| 2     | Niederlande | Richard Groenendaal |
| 3     | Belgien     | Erwin Vervecken     |

### Junioren
| Platz | Land        | Sportler          |
| ----- | ----------- | ----------------- |
| 1     | Niederlande | Gretienus Gommers |
| 2     | Tschechien  | Kamil Ausbuher    |
| 3     | Belgien     | Ben Berden        |